# Бишкоти ди Прато
Бишкоти ди Прато (на английски: biscuits of Prato), познати също като кантучини (на английски: corners), са двойно изпечени бисквити, създадени за пръв път в италианската кухня, в италианския град Прато. Кантучините са големи бадемови бисквити, изпичат се сухи и хрупкави, като се разрязват от тестото, докато все още е горещо от фурната.

## Име
Думата biscotto, използвана в съвременния италиански език за означаване на бисквита (или сладкиш) от всеки вид, произлиза от средновековната латинска дума biscoctus, която значи „двойно изпечен.“ Терминът се е отнасял за двойно изпечени на фурна храни, като целта е била да бъдат много сухи, за да се съхраняват за по-дълго време. Плиний Стари твърдял дори, че подобна храна може да се яде и след векове. Дълготрайните храни от този вид били особено полезни при дълги пътувания и войни, а двойно препеченият хляб бил основно средство за препитание на римските легиони.

### Италия
Първата записана рецепта за сладкиш е ръкопис на няколко века, който се съхранява в град Прато, открита от учения Балданжи Амадио през 18 век. В този ръкопис сладкишите се наричат от Генуа.
Въпреки че обикновено се използват за бишкоти ди Прато, в съвременния италиански са по-известни като „ъгълчета“ и „кантучини“. Впрочем, с тези имена се свързват и други подобни местни италиански продукти. Терминът кантучини („малки ъгълчета“) най-често днес се използва в Тоскана, но първоначално се е отнасял за разновидности на традиционната рецепта – различия в маята, лимонената киселина (за да не са толкова сухи) и подправките. „Ъгълчетата“ са големи бисквити, приготвени от тесто със зехтин и анасон.
Объркването на името вероятно е породено от факта, че старата емблема (все още съществуваща) на „Biscottificio Antonio Mattei“, водещ производител на бисквити в Прато, е изписана точно под името на магазина: „Производител на ъгъла“, („corner“ се отнася до „ъгъл“ и до „царевични продукти“), който за времето си е бил един от големите производители на сладкиши. Емблемата остава непроменена и след толкова дълго време хората са свикнали с името „ъгълчета“ за новите сладкиши,  типични за Сардиния и Сицилия.

## Рецепта
Следната рецепта е преоткрита през 19 век от готвача Антонио Матей от Прато, неговият вариант днес се смята за традиционната рецепта за кантучини. През 1867 г. Матей участва в Международното изложение в Париж със сладките си и печели специална награда.
Сместа се състои от брашно, захар, яйца, борови ядки и бадеми, които не са печени и са с люспата. Традиционната рецепта не включва мая или мазнина (масло, олио, мляко). Леко влажното тесто се пече два пъти: веднъж като плоска форма, и втори път – след нарязване на филии, като второто печене определя колко ще са твърди бишкотите.
Традиционно в Италия бишкоти ди Прато се сервират заедно с друг сладък специалитет от Прато – брутибони. Сервират се след десерта, обикновено с портокалов сок.

### Съвременни варианти
Днес местните варианти на оригиналната рецепта все още се използват, но съвременните масово произвеждани бишкоти ди Прато са практически по-близо до кантучините, които са тяхна разновидност.
Като резултат, днешните бишкоти ди Прато често съдържат ядки (обикновено бадеми и лешници, фъстъци и борови ядки са често използвани) или подправки като анасон или канела.
Съвременните рецепти включват сода за хляб и подправки към брашното. Добавят се ядките без люспите – това важи особено за бадеми и лешници. Отделно се разбиват яйца, а после и течните есенции (например, екстракт от бадем или ликьор), преди да се добавят към сухите съставки. След двойното изпичане (веднъж като дълга плоска форма и втори път – нарязани на филии), бишкотите ди Прато може да се потопят в глазура като шоколад .